# 埃奈西德穆 (书籍)
Aenesidemus是一本德文书籍，由Helmstedt的Gottlob Ernst Schulze教授于 1792 年匿名出版。舒尔茨试图反驳卡尔莱昂哈德赖因霍尔德为支持伊曼纽尔康德的纯粹理性批判（1781）而建立的原则。标题参考了古希腊皮浪派哲学家埃内西德摩斯(Aenesidemus)。其英文翻译的完整标题是Aenesidemus 或关于元素哲学的基础，由莱因霍尔德教授在耶拿发表，连同对理性批判的假装的怀疑论辩护（德語： Nebst einer Vertheidigung des Skepticismus gegen die Anmassungen der Vernunftkritik ).

## 概括
这本书应该是信康德批判哲学的赫米亚斯（希腊语：“赫尔墨斯的追随者”）和对该哲学持怀疑态度的埃内西德穆斯（希腊语：“赞美人民的人”）之间的书面通信。大卫休谟对归纳法的怀疑，根据这本书，康德并没有反驳。正如休谟所断言的那样，因果关系、灵魂或自在之物的存在是无法证明的。

## 舒尔茨的怀疑
哲学无法确定自在之物的存在或不存在。通过建立一般原则，我们无法知道我们知道的能力的局限性。然而，渐进式发展可以接近完整的知识。 
没有怀疑论者可以怀疑通过意识立即给出的心理表征和心理事件的真实性和确定性。
怀疑论并不声称形而上学的问题无法回答。
怀疑论怀疑关于自在之物存在或不存在的知识的可能性。然而，康德犯了回避问题的错误，因为他预设了自在之物存在并与观察对象因果互动。
康德和莱因霍尔德声称，可以从观察主体头脑中的表征中了解物体的真实性。这是从主观思想推论客观现实。这种推论是从逻辑前提得出存在性结论的谬误。
康德的批判哲学是自相矛盾的。他说，自在之物会在观察者的头脑中引起感觉。康德将因果关系应用于本体。但是，在他的批评中，他声称因果关系是一种只能应用于现象的理解范畴。
康德将真实存在置于上帝、自由意志和不朽灵魂的假设中。但这不仅仅是道德神学所必需的，道德神学只需要相信它们是理性的理念。
心理学不要求灵魂有能力。相反，心理学是对实际心理事件的详细描述和系统分类。 
如果我们认真对待批判哲学，我们就会致力于将经验分为两部分—一方面是普遍主观形式的系统，另一方面是大量无定形、无意义的客观物质。 
我们如何确定康德的道德义务是自由的结果？这可能是某种非理性自然力量的结果。

## 反应
康德在 1792 年 12 月 4 日写给雅各布·西吉斯蒙德·贝克的信中给出了回应：
“在 Aenesidemus 的假名下，提出了更广泛的怀疑论，即我们根本无法知道我们的表征是否对应于任何其他事物（作为对象），这等于说：一个表征是否是一个表征（代表任何东西）。因为“表象”意味着我们与其他事物相关的决定（表象在我们中占据了它的位置）...” 
莱因霍尔德写道，真正的怀疑主义基于这样一个事实，即只有观察对象才能感受到其意识中的东西。唯一的真相是主体的观念，即存在与其内部心理表征一致的客体。
约翰费希特同意莱因霍尔德的主观性。他将自己的理想主义建立在观察对象的内在知识形式之上。 Arthur Schopenhauer同意舒尔茨的观点：[“因此，作为表象的世界，我们在此单独考虑它的那个方面，有两个本质的、必要的和不可分割的部分。一半是对象，其形式是空间和时间，并通过这些多样性。但另一半，即主体，并不存在于空间和时间中，因为它在每一个表象存在中都是完整的、不可分割的。因此，这些具有对象的存在者中的一个单独完成了作为表象的世界，就像存在的数百万个一样完整。如果那个单一的人消失了，那么作为代表的世界将不复存在。因此，即使在思想中，这两半也是不可分割的，因为这两半中的每一半只有通过另一半并为了另一半才有意义和存在；每个都与另一个一起存在并与之一起消失。” ]. 